# Alain Rafesthain
Alain Rafesthain, né le 16 mai 1942 à Presly (Cher), est un homme politique français. Membre du Parti socialiste, il a été président du conseil régional du Centre et président du conseil général du Cher.

## Biographie
Sorti de l'école normale de Bourges, il enseigne l'éducation physique et sportive au collège d'Aubigny-sur-Nère (Cher) et est instituteur à l'école Marcel-Sembat de Bourges, avant de diriger la Mutuelle générale de l'Éducation nationale.
Historien de la Résistance dans le Berry, auteur de nombreux ouvrages, il a d'abord créé à Fussy un musée de la Résistance (fermé en 2011), puis il se consacre à la création du Musée de la Résistance et de la Déportation du Cher installé à Bourges.

## Mandats
Conseiller municipal
- 1977 - 1983 : adjoint au maire de Fussy
- 1983 - 2001 : maire de Fussy

Conseiller général
- 2001 - 2015 : conseiller général du Canton de Saint-Martin-d'Auxigny
- 2004 - 2013 : président de Conseil général du Cher

Conseiller régional
- 1998 - 2000 : Conseiller régional et vice-président du Conseil régional du Centre
- 2000 - 2004 : président du Conseil régional du Centre

## Décorations
- Officier de la Légion d'honneur (2014)[2]